# Klimov GTD-350
Klimov GTD-350 (také známý jako Izotov GTD-350) je sovětský turbohřídelový motor, určený k pohonu vrtulníků. Byl navržen začátkem 60. let 20. století v konstrukční kanceláři Izotov a později byl vyráběn v podnicích Klimov a PZL. Jeho výroba skončila koncem 90. let 20. století. Motor GTD-350 pohání vrtulník Mil Mi-2, který byl prvním sovětským vrtulníkem poháněným turbohřídelovým motorem a ve službě vydržel přes 20 mil. hodin. Základní verze motoru měla vzletový výkon 295 kW, novější stroje byly později vybaveny výkonnějšími motory GTD-350P o výkonu 331 kW, GTD-350W o výkonu 313 kW a nejnovější stroje z 90. let disponovaly variantou GTD-350W2 o výkonu 319 kW.

## Technické údaje

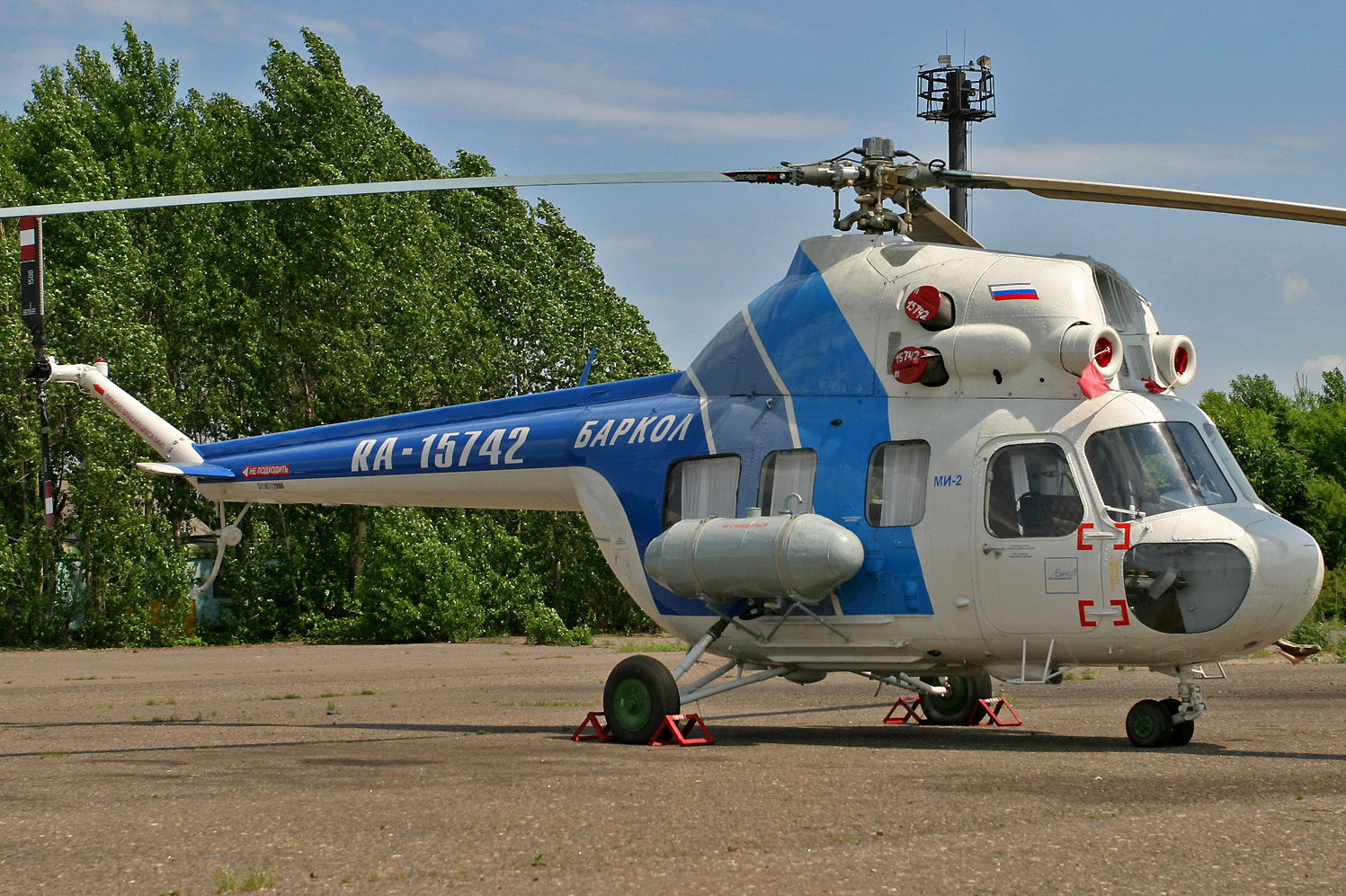
Turbohřídelové motory GTD-350 byly součástí úspěšných vrtulníků Mil Mi-2

Data podle publikace Víceúčelový vrtulník Mi-2.

### Všeobecné údaje
- Typ: turbohřídelový motor
- Délka: 1350 mm
- Šířka: 520 mm
- Výška: 630 mm
- Hmotnost: 135 kg +- 2,7 kg

### Komponenty
- Kompresor: 7stupňový axiální
- Spalovací komora: jedna spalovací komora
- Turbína: jednostupňová

### Výkony
- Vzletový výkon: 2 × 295 kW
- Nominální výkon: 2 × 236 kW
- Cestovní výkon: 2 × 210 kW
- Kompresní poměr: 6.05:1 při 45 000 ot/min
- Spotřeba: 150 l/hod